# لاطران
لاطران یک روستا در ایران است که در بخش مرکزی شهرستان سرعین واقع شده‌است. لاطران ۱.۳۰ نفر جمعیت دارد